# David Bull
David Richard Bull (ur. 9 maja 1969 w Londynie) – brytyjski prezenter telewizyjny, lekarz i polityk, deputowany do Parlamentu Europejskiego IX kadencji.

## Życiorys
Urodził się w londyńskiej dzielnicy Farnborough. Z wykształcenia lekarz, absolwent medycyny i chirurgii. Kształcił się w St Mary's Hospital Medical School w ramach Imperial College London. Pracował w zawodzie w ramach National Health Service w londyńskich placówkach szpitalnych.
W 1995 zaczął regularnie występować w brytyjskich i amerykańskich produkcjach telewizyjnych, głównie jako panelista i prezenter. Brał udział w takich programach jak Watchdog Healthcheck, Watchdog, Holiday, Tomorrow's World, Richard & Judy, Most Haunted, Sugar Dome i The Wright Stuff. Autor publikacji książkowych: Cool and Celibate? Sex and No Sex oraz What Every Girl Should Know An A to Z of Health – From Allergies to Zits!.
Zajął się również prowadzeniem własnej firmy świadczącej usługi doradcze. Był związany z Partią Konserwatywną, miał kandydować z jej ramienia do Izby Gmin. W 2019 zaangażował się w działalność polityczną w ramach Brexit Party. W wyborach w tym samym roku z listy tego ugrupowania uzyskał mandat eurodeputowanego IX kadencji.
Jest jawnym homoseksualistą.